# Levy Mwanawasa
Levy Patrick Mwanawasa (Mufulira, 3 de setembre de 1948 – París (França), 19 d'agost de 2008) fou el tercer president de Zàmbia, entre gener de 2002 i agost de 2008. Abans, del 1991 al 1994 havia estat vicepresident. Va endegar una campanya per acabar amb la corrupció a la política del seu país.
Va morir a París perquè hi havia estat evacuat amb un atac de cor que li havia esdevingut durant una reunió de la Unió Africana a Egipte.